# William Terrence McGrattan
Pour les articles homonymes, voir McGrattan.
William Terrence McGrattan (né le 19 septembre 1956 à London en Ontario au Canada) est un prélat canadien de l'Église catholique. Il est l'évêque du diocèse de Calgary depuis janvier 2017 après avoir été évêque de Peterborough.

## Biographie
William Terrence McGrattan est né le 19 septembre 1956 à London en Ontario. Il est ordonné prêtre le 2 mai 1987 pour le diocèse de London. Il est nommé évêque auxiliaire de l'archidiocèse de Toronto le 6 novembre 2009 et reçoit par la même occasion le titre d'évêque titulaire de Furnos Minor (de). Il est consacré évêque le 12 janvier 2010. Le 8 avril 2014, il est nommé évêque du diocèse de Peterborough. Le 4 janvier 2017, il est transféré sur le siège épiscopal de Calgary.

## Prise de position
En mars 2022, Natan Obed (en) a été reçu par le pape François. Il a sollicité son intervention afin que le prêtre français Johannes Rivoire soit jugé pour des agressions sexuelles quand il exerçait sur le territoire des Inuits. William Terrence McGrattan a abondé dans ce sens en indiquant « l’Église doit prendre ses responsabilités pour toute situation d’abus sexuel ». Par ailleurs, le 29 mars, la justice canadienne a émis un autre mandat d’arrêt à l'encontre de Johannes Rivoire à la suite d'une nouvelle plainte d’agression sexuelle survenue il y a environ 47 ans.